# HHVM
HipHop虚拟机（HipHop Virtual Machine，簡稱HHVM）是一个由Facebook开发的基于即時編譯（JIT）的开源虚拟机，它的源代码托管在GitHub上。HHVM能作为Hack编程语言的执行引擎，在HHVM第4版发布之前，它用于支持PHP的执行。通过JIT (消歧义)的编译，Hack代码首先被編譯为中间HipHop字节码（HHBC），然后再动态編譯成X86-64机器代码以及进行优化并在本機执行。  